# Woestijnrally
Een woestijnrally (ook wel marathonrally of rally raid genoemd) is een wedstrijd voor motorfietsen, quads, auto's en trucks door onherbergzaam gebied, bij voorkeur woestijnen. Voorbeelden zijn: Le Dakar, de Atlas Rally, Transpaña, de Transorientale Rally, de Silk Way Rally, de Trophée Roses des Sables en de Africa Race. In de Verenigde Staten van Amerika staan deze wedstrijden bekend als Baja races, zoals ook Spanje de Baja 500 kent. In de Verenigde Staten duren deze races echter korter, en worden daarom woestijnrace genoemd.

## Motorfietsen

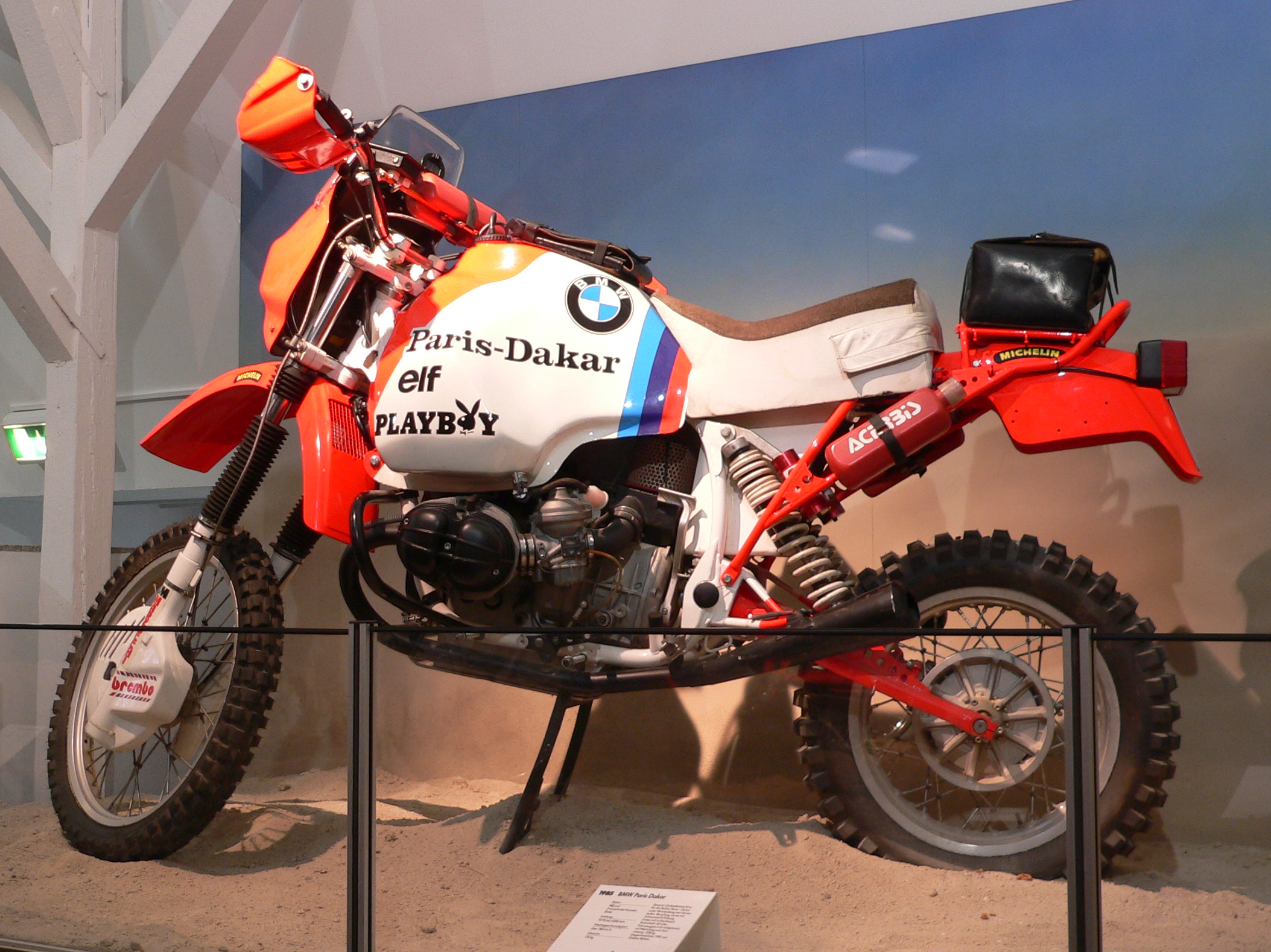
BMW R 1050 uit 1985. Rijder Gaston Rahier moest al "steppend" wegrijden, omdat de machine zo hoog was.

Vrijwel zonder uitzondering worden hierbij viertaktmotoren toegepast. Ze komen voort uit enduromotoren en zijn speciaal voor zeer lange en zware terreinraces aangepast. Wat meteen bij het zien van de rallymotor opvalt is zijn grote voorraad benzine, meestal verdeeld over drie of vier tanks welke optisch op twee tanks voor en achter het zadel lijken, maar inwendig ook nog tussen links en rechts zijn verdeeld. Dit doet men om het heen en weer klotsen van een grote hoeveelheid benzine en dus gewicht te voorkomen. Rallymotoren zijn vaak uitgerust met schijnwerpers voor nachtelijke ritten wat in de enduro normaliter niet voorkomt. Ook zijn rallymachines uitgerust met GPS navigatie, roadbooks waar al dan niet op elektronische weg de routekaarten in zitten, een drinkwatertankje, gereedschap en enkele onderdelen. Rally’s worden vooral in woestijnen gereden, de bekendste is de jaarlijks in januari verreden Dakar-rally.
De motoren zijn groot, log en zwaar en vereisen veel en langdurige concentratie om ze in terrein te berijden. KTM is de enige fabrikant die een rallymotor standaard in zijn programma heeft. De anderen worden door een fabrieksteam of soms door een privé-rijder speciaal gemaakt. De wedstrijden vinden meestal in meerdere dagen plaats waarbij elke dag een etappe wordt gereden. Deze etappes zijn al snel meer dan 250 kilometer tot soms wel 700 kilometer op een dag. Een soort superlange enduro, vandaar ook de speciale aanpassing van de motoren.